# يومبل
يومبل (الأسبانية:Yumbel)، هي مدينة تشيلية وكومون في إقليم بيو بيو. وفقا لتعداد عام 2002 للمعهد الوطني للإحصاء، يمتد يومبل على مساحة 727 كيلومترا مربعا ويبلغ عدد سكانها 20,498 نسمة (10,442 رجل و 1,056 امرأة).